# Глэд, Бетти
Бетти Глэд (англ. Betty Glad, 27 сентября 1927, Солт-Лейк-Сити — 2 августа 2010) — американский политолог, специализировалась на американском президентстве и американской внешней политике. Её первая работа о Чарльзе Эвансе Хьюзе заслужила номинацию на Пулитцеровскую премию.

## Образование и карьера
Глэд с отличием окончила Университет Юты и получила степень бакалавра наук в обществе Phi Beta Kappa, а в 1962 году получила докторскую степень в Чикагском университете.
Она начала свою преподавательскую карьеру в колледже Маунт-Холиок и Бруклинском колледже, прежде чем стать первой женщиной-заведующей кафедрой политологии в Иллинойсском университете. Она оставалась в Иллинойсе до 1989 года, пока не заняла должность в Университете Южной Каролины. Таким образом, Глэд была одной из первых женщин, получивших докторскую степень в области политологии, а затем преподававших в учреждении, присуждающем докторские степени.
Интересы Глэд охватывали области политологии и политической психологии, и за свой пожизненный вклад в обе эти области она была отмечена «Премией Фрэнка Д. Гуднау» от Американской ассоциации политической науки и «Премией Гарольда Лассуэлла» от Международного общества политической психологии.

## Память
Бетти Глэд оставила после себя письменное наследие о шести президентах Соединённых Штатов и других мировых лидерах, таких как Михаил Горбачёв, Борис Ельцин и Нельсон Мандела.
«Фонд правовой защиты Бетти Глэд» был создан в её честь Женским советом по политологии, чтобы помочь женщинам бороться с дискриминацией и неправомерными действиями на рабочем месте. 